# Šarišská Poruba
Šarišská Poruba (maďarsky Kapivágás) je obec na Slovensku, v okrese Prešov v Prešovském kraji. V obci žije 718 obyvatel.

## Poloha
Obec se rozkládá na severním okraji Slánských vrchů v údolí Porubského potoka, který je přítokem Ladianky. Mírně zvlněná pahorkatina je téměř odlesněná a má nadmořskou výšku v rozmezí 286 až 450 m n. m., střed obce leží ve výšce 290 m n. m. Území je tvořeno neogenními sedimenty.
Obec sousedí s obcemi na severu Nemcovce, na východě s Lipníky a Pavlovce, na jihu s Okružná, na západě s obcí Lada.

## Historie
První písemná zmínka o obci pochází z roku je z roku 1382. Obec byla založena na zákupním právu, jako potoční řadová zástavba a písemně je doložena v roce 1410 pod názvem Mathyuswagasa, později např. jako Vagas či Vagaš a od roku 1948 jako Spišská Poruba. Obec náležela pod panství Kapušany. V roce 1427 obec platila daň z 21 port, v roce 1787 žilo v 34 domech 257 obyvatel a v roce 1828 bylo v obci 41 domů a 326 obyvatel.
Hlavní obživou bylo zemědělství a chov dobytka.

## Památky
- V obci se nachází evangelický kostel z roku 1655 s varhany z roku 1810.[6]
- Dřevěná zvonice.